# Plantea (bướm đêm)
Plantea là một chi bướm đêm thuộc họ Noctuidae.

## Loài
- Plantea aulombardi (Plante, 1991)